# Coccobius borovkovi
Coccobius borovkovi är en stekelart som först beskrevs av Yasnosh 1973.  Coccobius borovkovi ingår i släktet Coccobius och familjen växtlussteklar. Inga underarter finns listade i Catalogue of Life.